# Pizaia seabrai
Pizaia seabrai är en bönsyrseart som beskrevs av Toledo Piza 1961. Pizaia seabrai ingår i släktet Pizaia och familjen Thespidae. Inga underarter finns listade i Catalogue of Life.